# Ichinohe
Ichinohe (一戸町, Ichinohe-machi) est un bourg du district de Ninohe, situé dans la préfecture d'Iwate, au Japon.

## Géographie

### Démographie
Au 1er septembre 2015, la population d'Ichinohe s'élevait à 12 946 habitants répartis sur une superficie de 300,03 km2.